# Ophidiotrichus ussuricus
Ophidiotrichus ussuricus är en kvalsterart som beskrevs av Krivolutsky 1971. Ophidiotrichus ussuricus ingår i släktet Ophidiotrichus och familjen Oribatellidae. Inga underarter finns listade i Catalogue of Life.